# 黑帶紅腹魚
黑帶紅腹魚（学名：Chrosomus cumberlandensis）为輻鰭魚綱鯉形目雅羅魚科的其中一種，被IUCN列為瀕危保育類動物，分布於北美洲田納西州及阿肯色州坎伯蘭河上游流域，體長可達7.6公分，棲息在河川上游具岩石底質的區域，屬雜食性，以藻類及昆蟲幼蟲等為食，該物種因其棲息地的喪失和退化而受到威脅，它產卵的岩石河床基質因侵蝕和沈積而退化，而人類活動（如化糞池的徑流管道和垃圾傾倒到溪流中）加劇了侵蝕和沈積。

## 扩展阅读
維基物種上的相關：黑帶紅腹魚